# ラグアルディア
ラグアルディア（スペイン語: Laguardia）は、スペイン・バスク州アラバ県のムニシピオ（基礎自治体）。コマルカ（郡）としてはクアドリージャ・デ・ラグアルディア＝リオハ・アラベサの構成自治体のひとつである。バスク語ではグアルディア（Guardia）。公式名はスペイン語のLaguardiaである。

## 名称
完全な名称（非公式名）はラ・グアルディア・デ・ラ・ソンシエラ・ナバーラ（La Guardia de la Sonsierra Navarra）である。現在のラグアルディアという名称に固定されるまでは、レグアルダ（Leguarda）、ガルディア（Gardia）、グアルディア（Guardia）、グオアルディア（Guoardia）、ラガルデ（Lagarde）、ラガルディア（Lagardia）、ラグオアルディア（Laguoardia）など、様々な名称で呼ばれてきた。エウスカルツァインディア（バスク語アカデミー）はこの町のバスク語での正しい名称がグアルディア（Guardia）であるとしている。

## 地理
アラバ県の県都ビトリア＝ガステイスから64km南に位置する。丘陵上に位置し、旧市街は12世紀に建設された防壁に囲まれている。自治体中心部を構成するラグアルディア地区に加えて、周辺部に3地区が存在する。
- ラグアルディア地区 : 自治体中心部。
- エル・カンピリャール地区 : 自治体中心部から7.5km。エブロ川の河畔にある。人口28人。
- ラセルナ地区 : 自治体中心部から11km。エブロ川が蛇行することによって、自治体のその他の地区から切り離されている。人口43人。
- パガノス地区 : 自治体中心部から3.5km。人口87人。

市内の塩湖群はシャジクモ類のTolypella salinaおよびブロンズトキ、カイツブリ、カンムリカイツブリの生息地や繁殖地として、1996年にラムサール条約登録地となった。

## 歴史
先史時代のラ・オージャ遺跡が存在する。紀元前12世紀から紀元前2世紀まで1000年以上の期間はケルティベリア人が住んでおり、その後古代ローマ人がやってきた。1164年、ナバラ王サンチョ6世（賢王）の治世でフエロ（特別法）を受け取った。サンチョ7世の支配時期には町を囲む防壁が建設された。防壁には町の中に入る5つの入口が残されており、それぞれ、メルカダル、カルニセリアス、パガノス、サン・フアン、サンタ・エングラシアという名称を持つ。

## 経済
ラグアルディアの経済の中心はワイン産業（ブドウ栽培・ワイン醸造）であり、数々のワイナリーが立地している。ラグアルディアはワイン産地リオハ（DO）を構成するリオハ・アラベサの中心的な町であり、リオハ（DO）はスペインのワイン分類制度であるデノミナシオン・デ・オリヘンで最上級の「特選原産地呼称」（DOCa）に認定されている。ラグアルディアにある著名なワイナリーには、アルタディ社、ボデガス・イ・ビニェードス・プハンサ社、ボデガス・カンピージョ社、エクソプト社、ビニェードス・デ・パガノス社、ボデガス・パラシオ社などがある。ラグアルディアは地中海性気候よりも西岸海洋性気候の影響が強く、石灰質に富んだ土壌が特徴である。
中世には町の地下がワインセラーとして使用されており、ワインセラーはいくつもの洞窟状のトンネルで結ばれている。防壁の外には、建築家のサンティアゴ・カラトラバが設計したボデガス・イシオス社、建築プロジェクト第一弾として建設されたボデガス・カンピーリョ社などがある。いくつかのワイナリーは見学することができる。

## 人口
| ラグアルディアの人口推移 1900－2000                     |
|                                                         |
| 出典:INE（スペイン国立統計局）1900年 - 1991年、1996年 - |

| ラグアルディアの人口推移 1988－2008                     |
|                                                         |
| 出典:INE（スペイン国立統計局）1900年 - 1991年、1996年 - |

## 文化

### 音楽
ラグアルディアは何人かのバグパイプ奏者を輩出しており、ラグアルディアでは風笛奏者の日（ディア・デル・ガイテロ）という重要な祭礼が行われる。現在も活動している市民バンドが結成されたのは130年前である。ロックバンドのトゥボ・スカペ（活動期間1988年-1994年, 2008年）、アリャ・シウダオス（活動期間1991年-1996年）などはラグアルディア出身である。

### スポーツ
ラグアルディアには5部リーグに所属する1986年に創設されたCFリオハ・アラベサ・ルセルナ（C.F. Rioja Alavesa Luzerna）というサッカークラブがある。ラグアルディアはバスク州に含まれるが、このクラブはかつてバスク州リーグではなくラ・リオハ州リーグに所属していた。
1967年のブエルタ・ア・エスパーニャ第16ステージのスタート地点はラグアルディアだった。アラバ県都ビトリアがゴール地点であり、フランス人のレイモン・プリドールが優勝した。

## 見どころ
- 旧市街を囲む防壁
- サンタ・マリーア・デ・ロス・レジェス教会
- サン・フアン・デ・ラグアルディア教会
- サンタ・マリーア・デ・ベルベラーナ修道院
- マジョール広場
- 旧市議会
- カプチン会修道院
- プリミシア邸
- 先史時代の遺跡
- 寓話作家フェリクス・マリーア・サマニエゴ（スペイン語版）の生家
- エル・プラオ貯水湖
- 数々のワイナリー

## 出身人物
- ブランカ・ガルセス・デ・ナバーラ（スペイン語版）（1133頃-1156） : ガルシーア・ラミーレス・デ・ナバーラの娘。
- フェリクス・マリーア・サマニエゴ（スペイン語版）（1745–1801） : 寓話作家。17世紀に建設されたサマニエゴの生家は観光案内所/ワイン博物館として使用されている。
- ホセ・カルディエル（スペイン語版）（1704-1782） : イエズス会の宣教師。パタゴニアの探検家。
- アントニオ・デ・レサマ（スペイン語版）（1882-1971） : ジャーナリスト。
- オスカル・デ・マルコス（1989-） : サッカー選手。

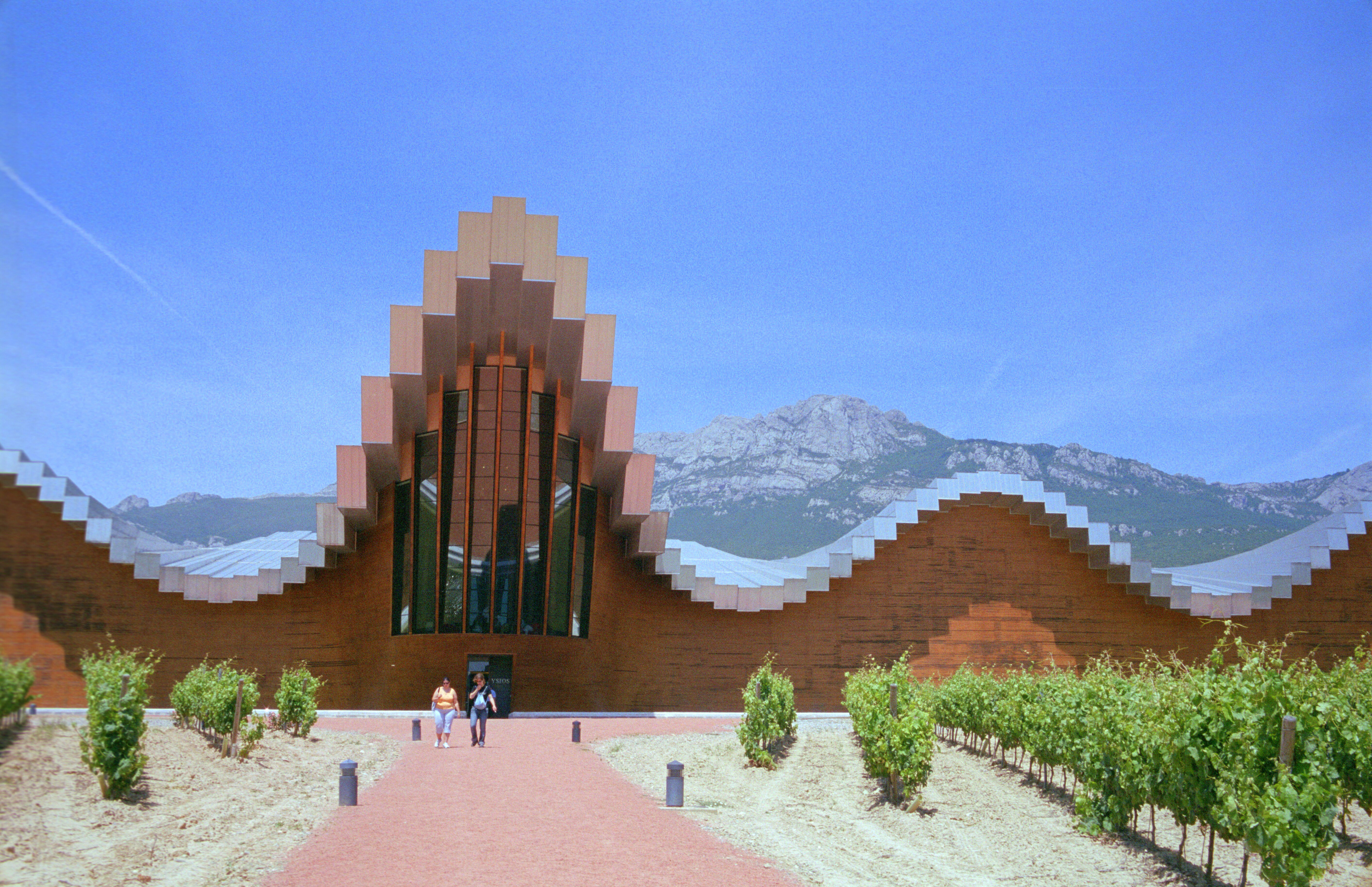
イシオス・ワイナリー
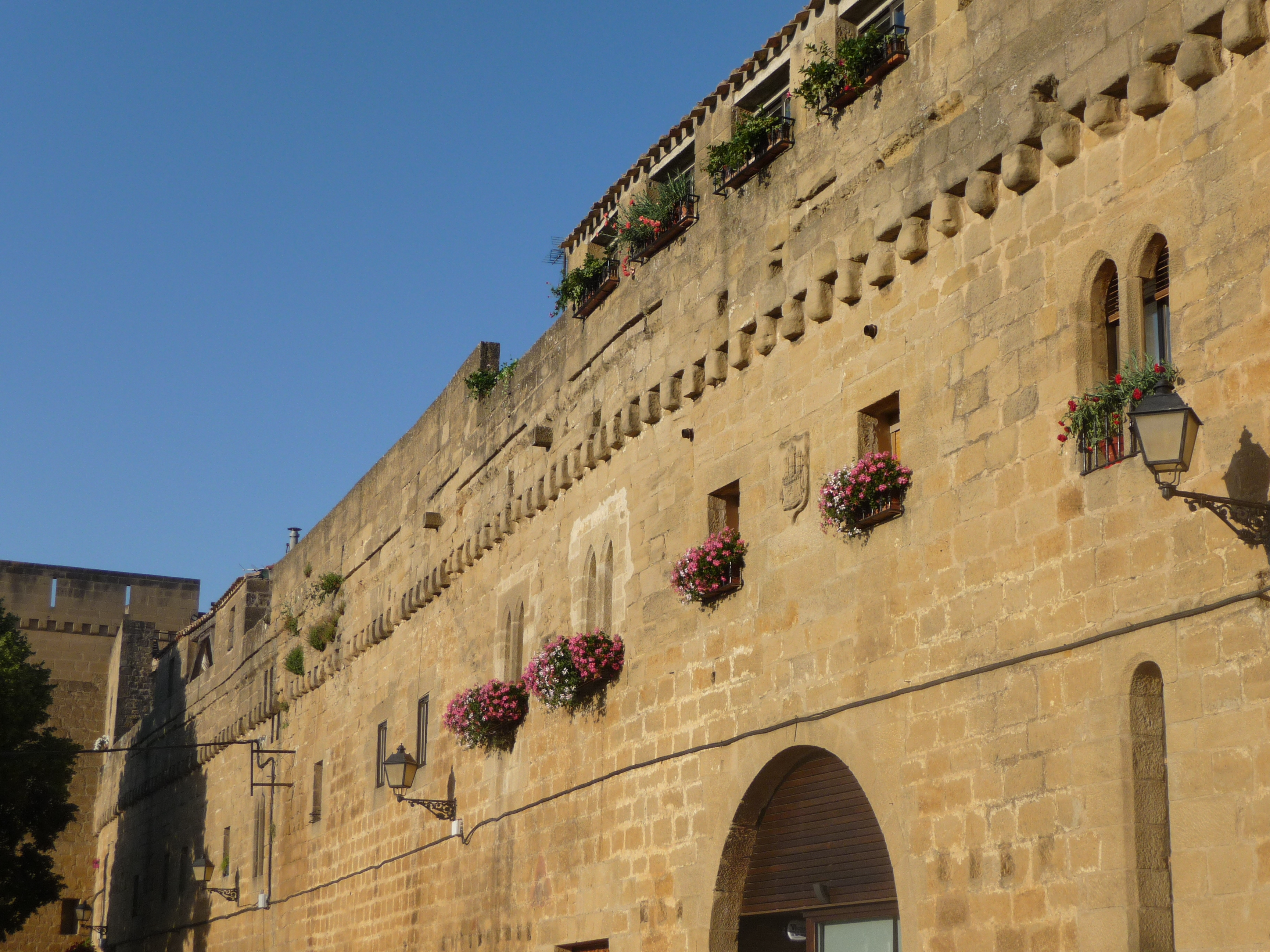
城壁
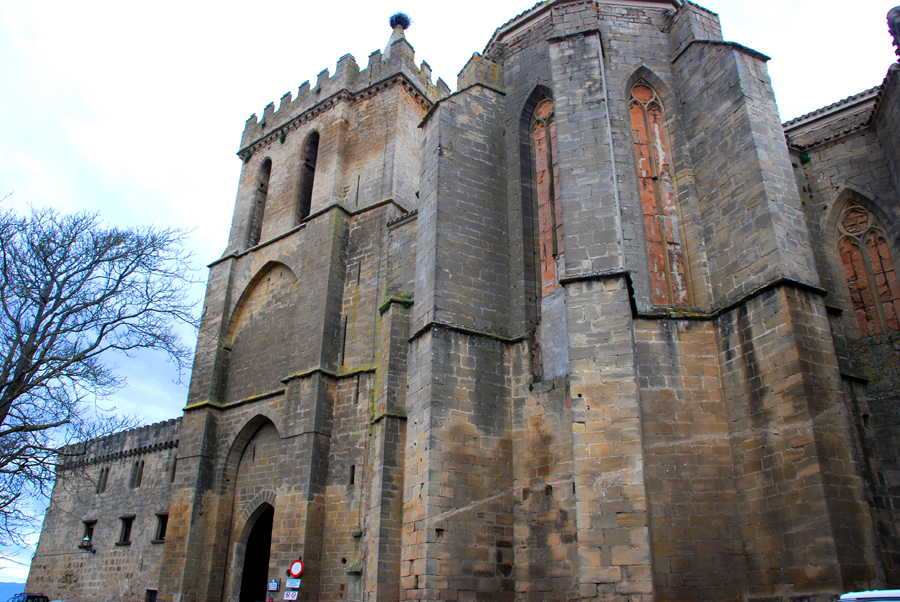
サン・フアン教会
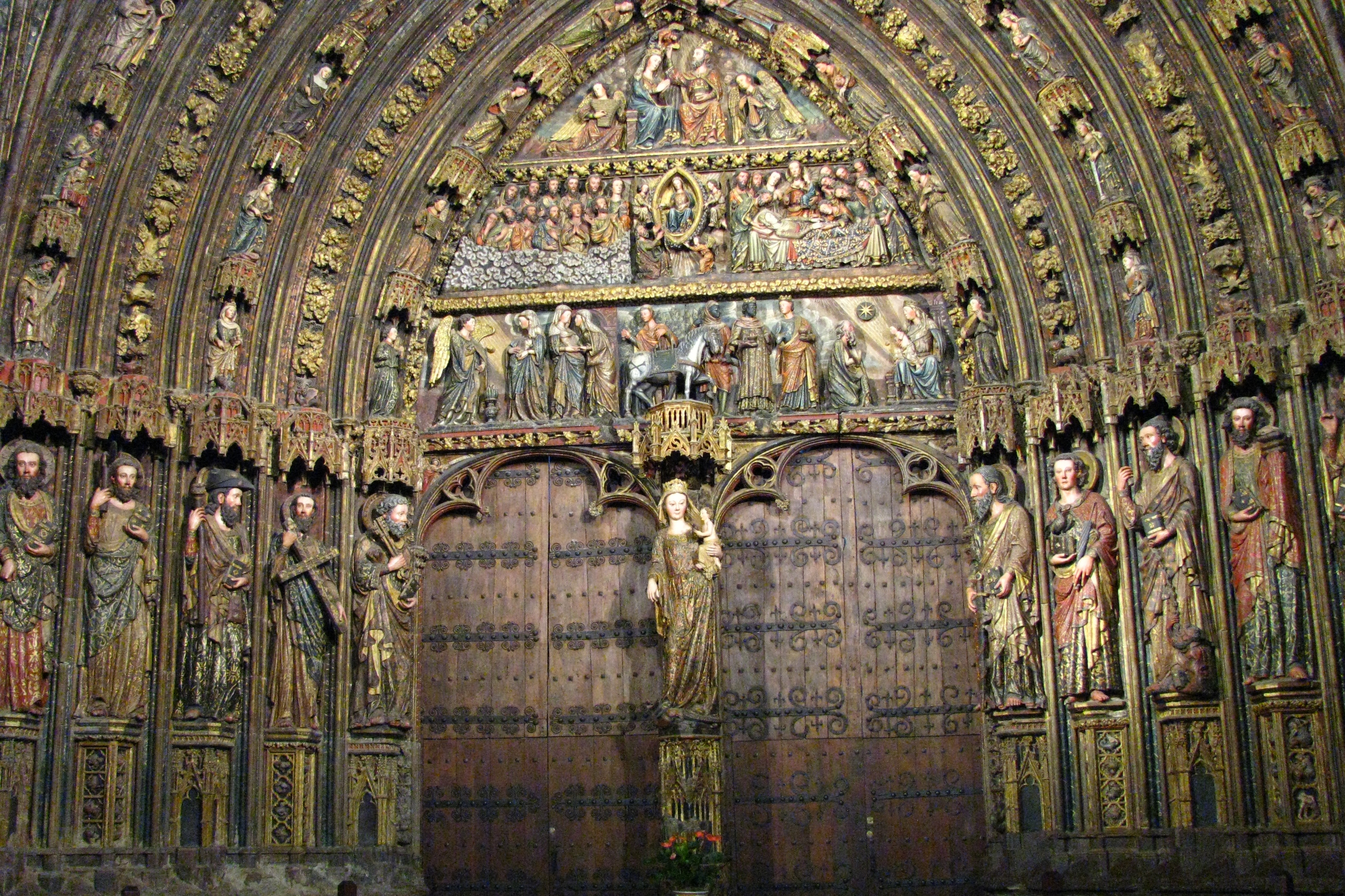
サンタ・マリーア・デ・ロス・レジェス教会の柱廊
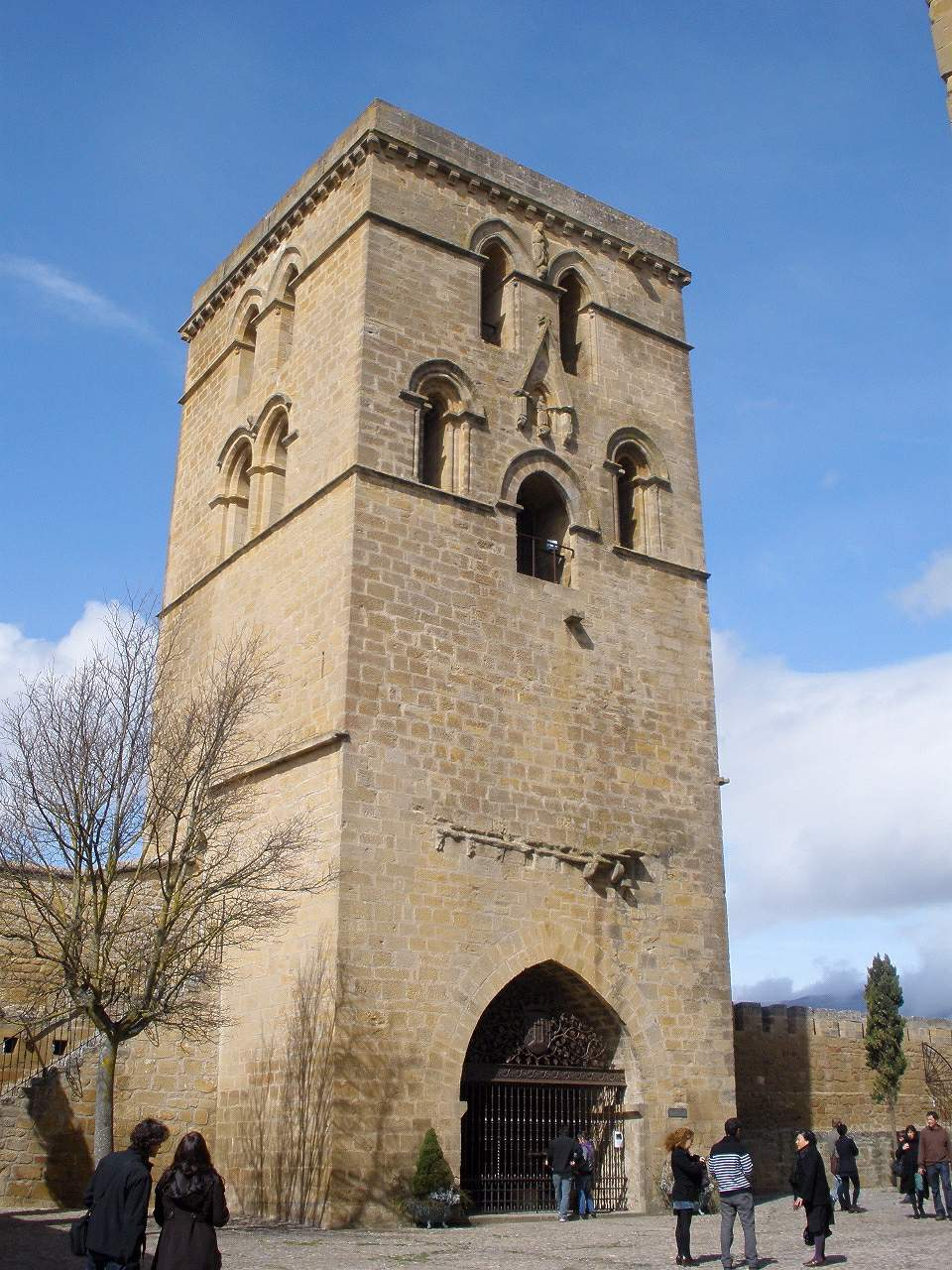
アバシアルの塔
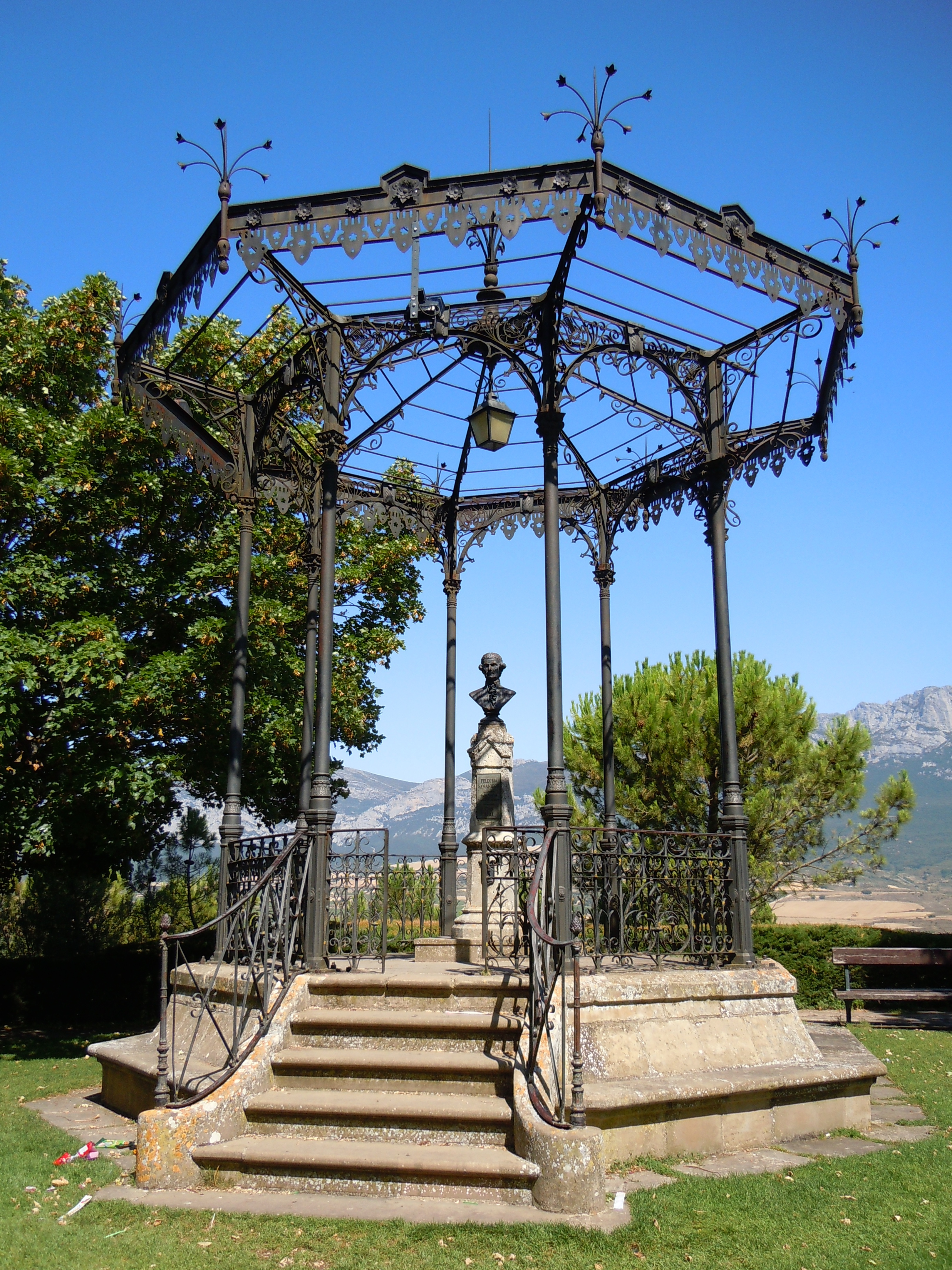
ラグアルディア出身の寓話作家マリーア・デ・サンティアゴの記念碑